# Muhammad Rizal

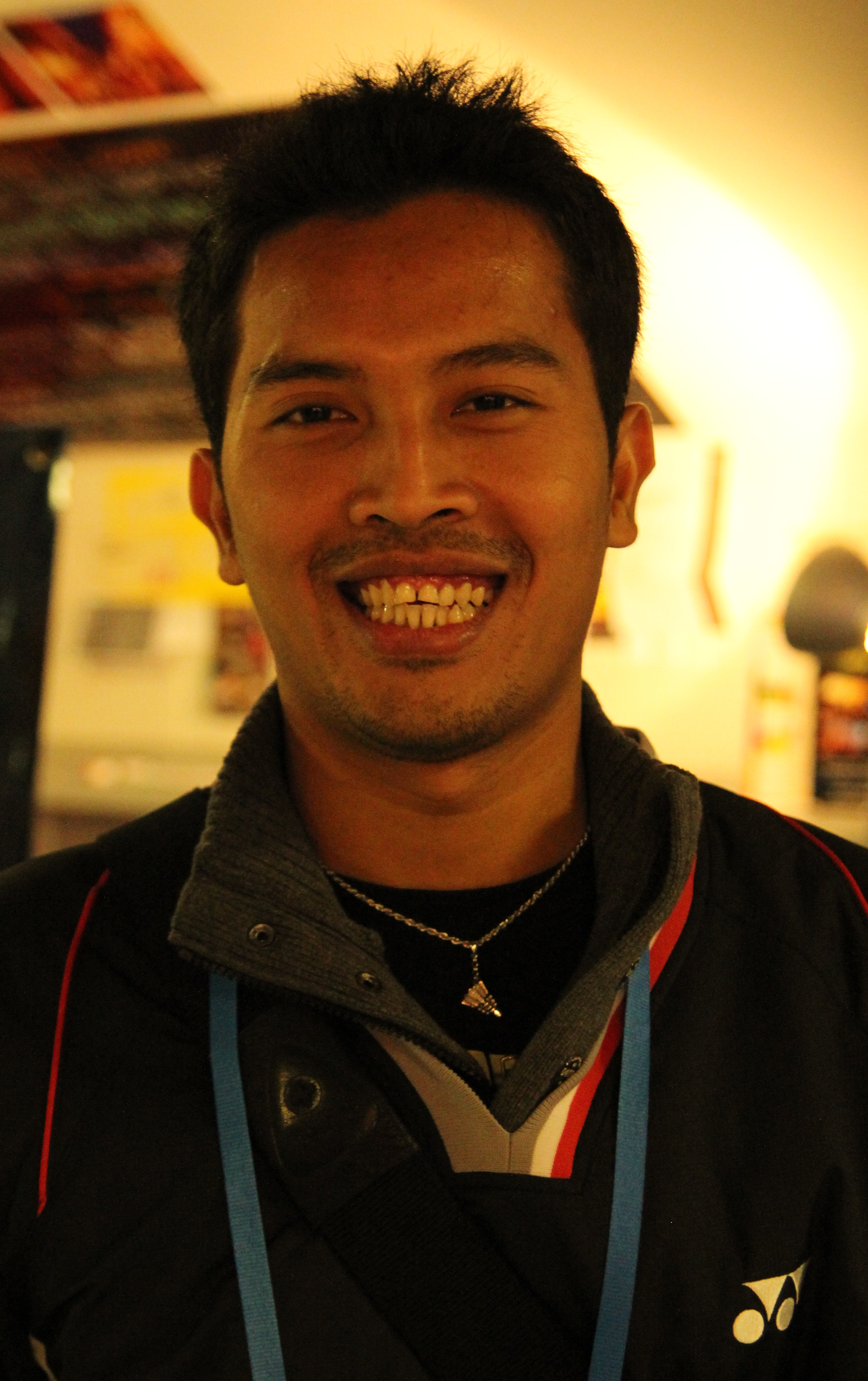
Muhammad Rizal 2012

Muhammad Rizal (* 25. Mai 1986 in Tangerang) ist ein Badmintonspieler aus Indonesien.

## Karriere
Seinen ersten großen internationalen Erfolg feierte Muhammad Rizal bei den Asienmeisterschaften 2005, wo er Bronze im Mixed mit Endang Nursugianti gewann. Zuvor hatte er schon bei den Junioren-Weltmeisterschaften 2004 auf sich aufmerksam gemacht, als er Vizeweltmeister mit Greysia Polii wurde. Mit ihr stand er auch im Finale der Swiss Open Super Series 2007. Die Japan Super Series 2008 gewann er gemeinsam mit Vita Marissa.

## Erfolge
| Saison | Veranstaltung              | Disziplin | Platz    | Name                                |
| ------ | -------------------------- | --------- | -------- | ----------------------------------- |
| 2004   | Junioren-Weltmeisterschaft | Mixed     | 2        | Muhammad Rizal / Greysia Polii      |
| 2005   | Asienmeisterschaft         | Mixed     | 3        | Muhammad Rizal / Endang Nursugianti |
| 2007   | Swiss Open                 | Mixed     | 2        | Muhammad Rizal / Greysia Polii      |
| 2008   | Japan Super Series         | Mixed     | 1        | Muhammad Rizal / Vita Marissa       |
| 2009   | Indonesische Meisterschaft | Mixed     | 2        | Muhammad Rizal / Debby Susanto      |
| 2010   | Indonesia Super Series     | Mixed     | 5        | Muhammad Rizal / Debby Susanto      |
| 2011   | India Super Series         | Mixed     | 3        | Muhammad Rizal / Debby Susanto      |
| 2012   | Open Japan Super Series    | Mixed     | Finalist | Muhammad Rizal / Liliyana Natsir    |